# Strongylamma nigra
Strongylamma nigra is een gewone sponsensoort uit de familie van de Tedaniidae. De wetenschappelijke naam van de soort is voor het eerst geldig gepubliceerd in 2011 door Moraes.